# Związek Reński
Związek Reński, Konfederacja Reńska (fr. États confédérés du Rhin, niem. Rheinbund) – konfederacja państw niemieckich, zależnych od I Cesarstwa Francuskiego, istniejąca w latach 1806–1813.

## Geneza i powstanie

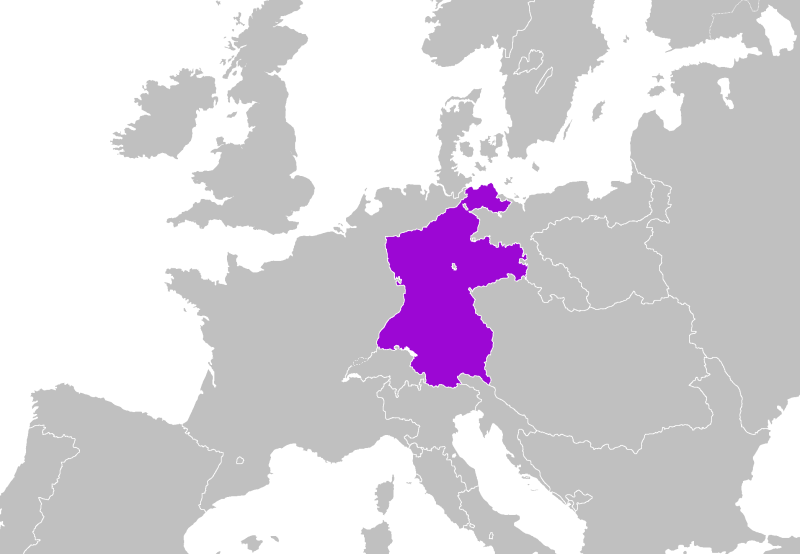
Związek Reński w 1812, w okresie swojego największego zasięgu

Jednym z państw wrogich rewolucyjnej i napoleońskiej Francji była monarchia Habsburgów. W trakcie wojen napoleońskich, będących ostatnią próbą przejęcia przez Francję władzy w Europie, po zawarciu pokoju w Lunéville (9 lutego 1801) i pokoju w Amiens (25 marca 1802) Napoleon Bonaparte umacniał swe panowanie w Niemczech, gdzie doprowadził do ogromnego przewrotu; zmusił małe państwa Świętego Cesarstwa Rzymskiego do połączenia się z większymi. Wcześniej rozdrobniona Rzesza skupiała ponad 300 państw.
Związek został utworzony 12 lipca 1806. 1 sierpnia 1806 nastąpiło formalne wystąpienie 16 państw zachodnich i południowych Niemiec z Rzeszy i przyjęcie przez nich protektoratu cesarza Francuzów Napoleona Bonapartego. Nazwa nawiązywała do Ligi Reńskiej, podobnego tworu, jaki w XVII wieku powstał w zachodnich Niemczech z inspiracji króla francuskiego Ludwika XIV. Po klęsce w bitwie pod Austerlitz (2 grudnia 1805) i w obliczu narodzin Związku, głowa Świętego Cesarstwa Rzymskiego, Franciszek II 6 sierpnia 1806 musiał zrzec się tytułów cesarza rzymskiego i króla niemieckiego, pozostając przy przybranym w 1804 tytule cesarza Austrii, jako Franciszek I. Dzięki temu Napoleon mógł, jako władca Francji i hegemon Niemiec, kreować się na dziedzica dawnego cesarstwa Franków. Przestała istnieć osiemsetletnia Rzesza, co było faktem o znaczeniu politycznym; Napoleon po prostu uznał ją za rozwiązaną.
Utworzenie Związku Reńskiego było rezultatem zwycięskiej dla Napoleona wojny z Austrią i Rosją w 1805 r., zakończonej podpisaniem pokoju w Preszburgu (obecnie Bratysława). Na jego mocy największą stratą Austrii było pozbawienie przodownictwa w Rzeszy. Jej miejsce zajęła Francja. Władcy niemieccy, pod naciskiem Napoleona, postanowili wystąpić ze Świętego Cesarstwa Rzymskiego i zawiązać konfederację pod jego protektoratem. W ramach Związku przeprowadzono likwidację drobnych państw niemieckich i włączenie ich do większych terytoriów (mediatyzacja); objęła ona przede wszystkim terytoria kościelne i tzw. wolnych rycerzy Rzeszy. Państwa wchodzące w skład Związku formalnie zachowały suwerenność – mogły prowadzić politykę zagraniczną, ale faktycznie pozostawały pod przemożnym wpływem Napoleona. Związek Reński pozostawał w sojuszu wojskowym z Cesarstwem Francji. Był on zobowiązany do wystawienia na czas wojny 63-tysięcznego wojska. W zamian Napoleon miał wystawić, w razie konfliktu zagrażającego państwom skonfederowanym, 200-tysięczny korpus.
Stopniowe rozszerzanie się związku Niemcy początkowo przyjmowali przychylnie, jako krok w stronę zjednoczenia. W rzeczywistości jednak Francuzi zamierzali utworzyć barierę dla Austrii i Prus. W skład Związku Reńskiego nie weszły z terytoriów dawnego Cesarstwa (Starej Rzeszy): Prusy, Austria, Hesja-Kassel, Holsztyn (w którym panowali królowie duńscy), Pomorze Szwedzkie, a także Księstwo Erfurtu i większość Księstwa Hanoweru wraz z Bremą, Hamburgiem, Lubeką oraz terenami na zachód od Renu (wcielonymi do Francji).

## Ustrój
Akt konstytuujący związek z 12 lipca 1806 powoływał jako organ centralny Sejm Związkowy, mający składać się z dwóch izb – kolegiów; jedna z nich miała składać się z władców terytorialnych posiadających tytuły królów lub wielkich książąt (uzyskane w wyniku pokoju w Preszburgu), druga z pozostałego grona książąt. Nigdy nie doszło do zwołania Sejmu.
Na czele Związku stał książę prymas (Fürstprimas), będący tym samym przewodniczącym kolegium królewskiego oraz całego Sejmu, którym został arcybiskup Ratyzbony Karl Theodor von Dalberg, zwolennik polityki Napoleona. Stanowisko przewodniczącego Związku miało charakter czysto nominalny, z racji faktycznego zwierzchnictwa Napoleona będącego protektorem związku.
Na terenie Związku doszło także do recepcji wielu rozwiązań prawnych zaczerpniętych z Cesarstwa Francuskiego, część krajów przyjęła na przykład Kodeks Napoleona (cywilny) lub wzorowała się na nim we własnym ustawodawstwie.

## Związek z Polską
Poprzez fakt unii personalnej, w której pozostawały Księstwo Warszawskie i Królestwo Saksonii, zaistniały pośrednie związki Polski ze Związkiem Reńskim. Chociaż Księstwo Warszawskie, namiastka państwa polskiego, samo nie wchodziło w skład Związku, to głową Księstwa był król saski, który był podporządkowany Napoleonowi Bonaparte jako protektorowi Związku Reńskiego. Formalnie więc Napoleon był pośrednio zwierzchnikiem Polski. Znalazło to wyraz w nadanej przez niego w Dreźnie 22 lipca 1807 roku Konstytucji Księstwa Warszawskiego, którą podpisał jako „cesarz Francuzów, król włoski, protektor Konfederacji Reńskiej”.

## Upadek
Związek rozpadł się w 1813, kiedy to kolejne państwa wchodzące w skład Związku przystępowały do koalicji przeciw Napoleonowi. Został rozwiązany 4 listopada 1813, po porażce Napoleona w bitwie pod Lipskiem (16–19 października 1813).
Po rozwiązaniu Związku próbą politycznej koordynacji Niemiec była Rada Centralnej Administracji (Zentralverwaltungsdepartement), której przewodniczącym został Heinrich Friedrich Karl vom Stein. Rada została rozwiązana 20 czerwca 1815.
Podczas obrad kongresu wiedeńskiego w 1815 rozważano reaktywację Świętego Cesarstwa, na co naciskali zwłaszcza Brytyjczycy (król brytyjski jako elektor Hanoweru był przywiązany do tej tradycji, ponadto widział w reaktywacji Cesarstwa sposób na uniemożliwienie zarówno Francji, jak i Prusom umocnienie pozycji na kontynencie), jednakże książę Klemens Lothar von Metternich, kierownik polityki austriackiej, był temu przeciwny, widząc w Starej Rzeszy bardziej obciążenie niż korzyść dla władców Austrii. Utworzono jedynie Związek Niemiecki (8 czerwca 1815), który miał być instrumentem austriackiej hegemonii w Niemczech.

## Państwa Związku Reńskiego[10]
W momencie powstania 12 lipca 1806:
- Księstwo Arenbergu – 11.02.1811 włączone do Cesarstwa Francuskiego
- Wielkie Księstwo Badenii
- Królestwo Bawarii
- Księstwo Hohenzollern-Hechingen
- Księstwo Hohenzollern-Sigmaringen
- Księstwo Isenburg-Birstein
- Księstwo Leyen
- Księstwo Liechtenstein
- Arcybiskupstwo Ratyzbony (Księstwo Ratyzbony), od 1810 Wielkie Księstwo Frankfurtu
- Wielkie Księstwo Hesji
- Księstwo Nassau
- Księstwo Salm – 13.12.1810 włączone do Cesarstwa Francuskiego
- Królestwo Wirtembergii
- Wielkie Księstwo Bergu

od 25.09.1806:
- Wielkie Księstwo Würzburga

od 11.12.1806:
- Królestwo Saksonii

od 15.12.1806:
- Księstwo Sachsen-Coburg-Saalfeld
- Księstwo Sachsen-Gotha-Altenburg
- Księstwo Sachsen-Hildburghausen
- Księstwo Sachsen-Meiningen
- Księstwo Sachsen-Weimar

od 18.04.1807:
- Księstwo Anhalt-Bernburg
- Księstwo Anhalt-Dessau
- Księstwo Anhalt-Köthen
- Księstwo Reuss-Ebersdorf
- Księstwo Reuss-Greiz
- Księstwo Reuss-Lobenstein
- Księstwo Reuss-Schleiz
- Księstwo Lippe-Detmold
- Księstwo Schaumburg-Lippe
- Księstwo Schwarzburg-Rudolstadt
- Księstwo Schwarzburg-Sondershausen
- Księstwo Waldeck

od 07.12.1807:
- Królestwo Westfalii

od 18.02.1808:
- Księstwo Mecklenburg-Strelitz

od 22.03.1808:
- Księstwo Mecklenburg-Schwerin

od 14.10.1808:
- Księstwo Oldenburga – 13.12.1810 włączone do Cesarstwa Francuskiego

Do kolegium królewskiego sejmu związkowego wchodzili władcy: Badenii, Bawarii, Bergu, Hesji, Ratyzbony (Frankfurtu), Saksonii, Westfalii, Wirtembergii i Würzburga. Pozostali członkowie związku tworzyli kolegium książąt.